# Jan de Bray

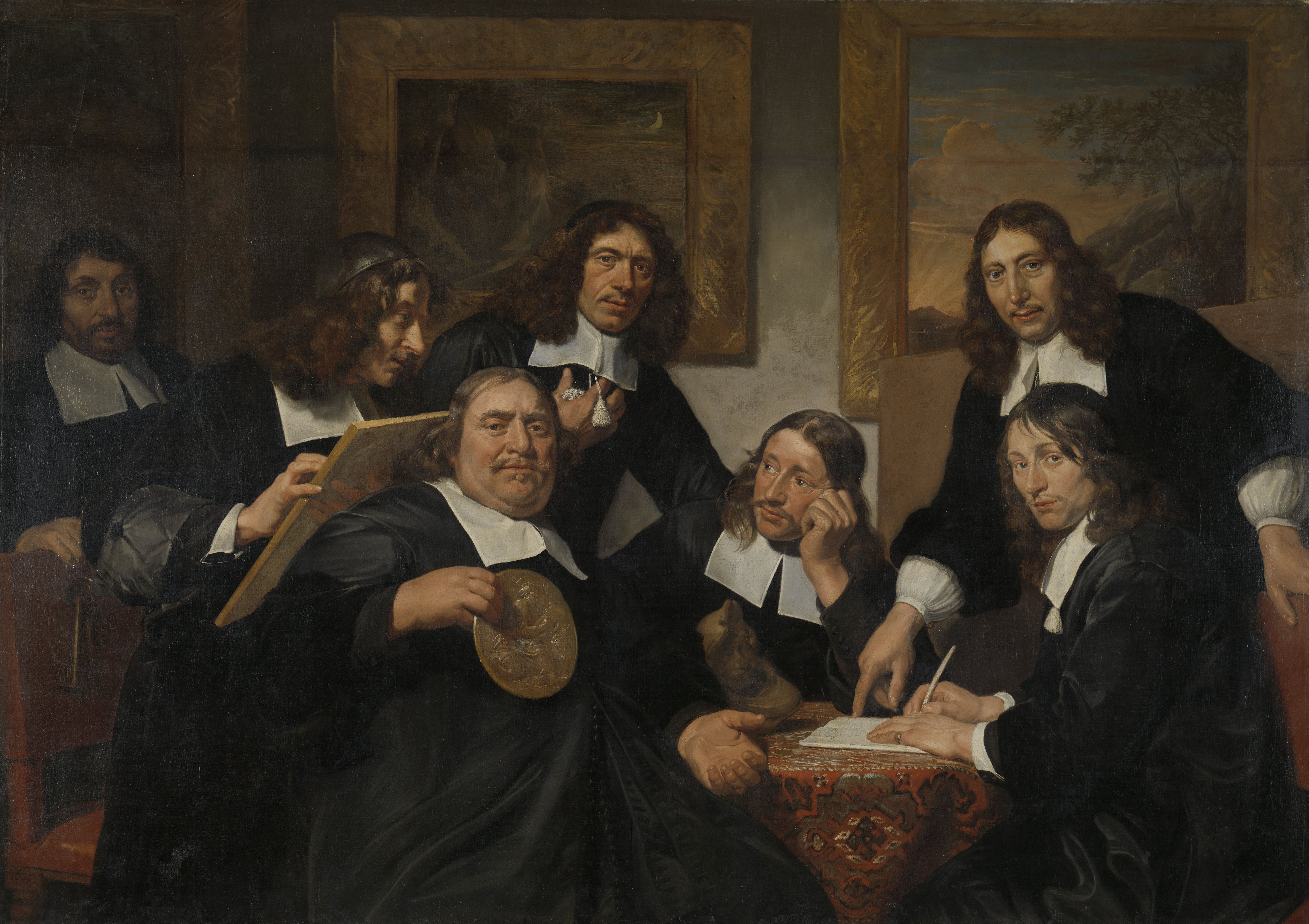
Els governadors del gremi de Sant Lluc de Haarlem, 1675, oli sobre llenç, 130 x 184 cm, Amsterdam, Rijksmuseum. Jan de Bray, segon per l'esquerra, hauria col·laborat en aquest retrat col·lectiu amb Jan van Gothing, el seu germà Dirck de Bray, dempeus, a la dreta, i Jan de Jongh, assegut.

Jan Salomonsz. de Braij o  Bray (Haarlem, c. 1627 - Amsterdam, 1697) va ser un pintor barroc neerlandès, fill de Salomon de Bray.
Possiblement format amb el seu pare, la primera obra que se li coneix és un dibuix datat del 1648. Entre 1663 i 1664 van morir els seus pares i quatre dels seus germans a causa de la pesta. A partir de 1667, quan va exercir el càrrec de vinder o administrador, va ocupar diversos llocs de responsabilitat en el gremi de Sant Lluc de Haarlem, del qual va ser el degà per última vegada en el curs 1684-1685. Es va casar tres vegades, amb dones d'elevada posició social i es va veure embolicat en plets amb les seves respectives famílies per les herències. En 1689 va fer fallida i es va traslladar a Amsterdam, a l'ajuntament del qual havia presentat un ambiciós projecte per a la construcció d'un embassament. Va morir a Amsterdam el 1697 i va ser enterrat a l'església de Sant Bavó de Haarlem el 4 de desembre.
De família catòlica, Jan de Bray va ser pintor de quadres d'història amb els seus temes agafats tant de la Bíblia i de la mitologia clàssica com de l'antiguitat grecoromana, servint-se de vegades com a models dels membres de la seva família i de si mateix, com en l'anomenat Banquet d'Antoni i Cleòpatra o Retrat de Salomon de Bray i Anna Westerbaen com a Marc Antoni i Cleòpatra envoltats de la seva família (Hampton Court Palace, Royal Collection i Manchester, Courrier Museum of Art) o la Parella representada com Ulisses i Penèlope (1668, The Speed Art Museum, Louisville, Kentucky) en la qual s'ha vist una al·legoria del seu matrimoni amb Maria van Hees, retratats al gust historicista. Com a retratista, tant en retrats individuals com de grup, va rebre importants encàrrecs de l'ajuntament de Haarlem i de les institucions de la ciutat, entre ells el Retrat dels regents de l'asil i el de les institutrius, datat de 1664, conservats tots dos al Frans Hals Museum de Haarlem.